# Ctenomaeus
Ctenomaeus is een kevergeslacht uit de familie van de boktorren (Cerambycidae). De wetenschappelijke naam van het geslacht werd voor het eerst geldig gepubliceerd in 1922 door Schmidt.

## Soorten
Ctenomaeus omvat de volgende soorten:
- Ctenomaeus comosus Schmidt, 1922
- Ctenomaeus senex Schmidt, 1922